# Портан, Генрих Габриель
Хенрик (Генрих) Габриель Портан  (фин. Henrik Gabriel Porthan; 8 ноября 1739, Вийтасаари — 16 марта 1804, Або) — финский историк, филолог, просветитель и этнограф.

## Биография
Родился 8 ноября 1739 года в городе Виитасаари.
В 1754 окончил Университет в Або. С 1777 профессор риторики и латинского языка этого университета.
Портан первый отнёсся к истории Финляндии как к самостоятельной области исследования. Ознакомившись с финским языком, народной поэзией и народными преданиями, он изучил — в абоской университской библиотеке — рукописные и печатные источники истории Финляндии.
В 1766—1804 издал произведения финского фольклора (5 томов), документы по истории Финляндии.
Главный труд его — издание древной латинской хроники Павла Юстена об епископах Финляндии («Pauli Juusten Chronicon epi s coporum finlandensium»), с многочисленными комментариями (1784—1800).
Финской мифологии и народной словесности касаются сочинения Портана «De poesi fennica» (неоконченное, 1766—1788).
Увлекшись примером шотландского поэта Джеймса Макферсона (1736—1796), Портан занимался собранием пословиц и других памятников народного творчества. Показав, как богаты поэзией финские песни, он пробудил глубокий интерес к финскому фольклору и народной литературе и справедливо считается основателем финской этнографии.
Портан основал в 1770 году просветительское общество «Аврора» в Або, издававшее календарь и журнал «Мехиляйнен» (Mehiläinen, 1819—1823), в которых выставлялось требование сделать финский язык государственным языком. Портан основал первую в Финляндии газету «Абоские известия» (фин. «Tidningar Utgifne Af et Sällskap i Åbo») и был её главным редактором в 1771—1778 и 1782—1785, а также литературный журнал «Allmän litteraturtidning» (1803). Портан внёс значительный вклад в развитие национального самосознания финского народа.
Портан первым применил научные методы изучения финского народного творчества. Своими сочинениями он подготовил почву для появления доромантических течений в финской литературе и всей своей деятельностью способствовал пробуждению финского патриотизма. Из поэтов, испытавших на себе влияние Портана, можно назвать Клевберга Эделькранца (A. N. Clewberg Edelcrantz, 1754—1821), Ж. Тенгстрема (J. Tengström, 1755—1832).
Скончался 16 марта 1804 года в Або.

## Высказывания Портана
- Мы должны молиться, чтобы Россия разместила свою столицу в Константинополе. Но сейчас, когда её столица находится совсем рядом, я боюсь, что рано или поздно Финляндия попадёт под власть России.